# What Are You Up To
"What Are You Up To" (tiếng Hàn: 뭐해; Romaja: mwohae; cách điệu "What are you up to") là một bài hát của nam ca sĩ Hàn Quốc Kang Daniel. Nó được phát hành vào ngày 25 tháng 7 năm 2019 bởi Konnect Entertainment và được phân phối bởi Sony Music Korea. Bài hát đóng vai trò là đĩa đơn chính trong EP đầu tay Color on Me của anh ấy với lời bài hát do Daniel đồng sáng tác và dẫn đến chiến thắng trong chương trình âm nhạc đầu tiên của anh ấy với tư cách là nghệ sĩ solo trên Music Bank của KBS2 vào ngày 9 tháng 8 năm 2019.

## Chuẩn bị
Ngay sau khi Kang thành lập công ty quản lý một người Konnect Entertainment, Konnect xác nhận vào ngày 27 tháng 6 Kang đã hoàn thành việc thu âm các bài hát cho EP đầu tay và sẽ hoàn thiện ca khúc chủ đề, hoàn thành nội dung quảng cáo và vũ đạo để chuẩn bị cho màn ra mắt solo vào cuối tháng 7. "What Are You Up To" đã được xác nhận là ca khúc chủ đề vào ngày 19 tháng 7 và được cho là một bài hát thời thượng như một món quà để thưởng cho những người hâm mộ đã chờ đợi.
Khi được hỏi trong một cuộc phỏng vấn với Billboard tại sao anh ấy không chọn một màn ra mắt K-pop đầy năng lượng, Kang đã trả lời rằng "What Are You Up To" được chọn vì anh ấy muốn làm điều gì đó mà anh ấy chưa làm trước đây và muốn nó khác đi như ca khúc chủ đề đầu tiên của anh ấy với tư cách là một nghệ sĩ solo. Anh ấy bày tỏ rằng đây là một bài hát đại diện cho anh ấy tốt và cho thấy những gì anh ấy có thể có khả năng.

## Music video
Teaser video âm nhạc bao gồm những bộ trang phục và trang phục đầy màu sắc đã được tiết lộ vào ngày 24 tháng 7. Video âm nhạc đầy đủ do VM Project Architecture đạo diễn đã được phát hành cùng với bài hát vào ngày 25. Trong suốt video âm nhạc, Daniel bị cắt đứt với những người khác nhưng cố gắng tiếp cận họ thông qua các phương tiện của anh ấy, chẳng hạn như điện thoại bị ngắt kết nối, loa và máy đánh chữ. Đoạn video kết thúc với hình ảnh một ô cửa nhỏ được chiếu sáng giữa những cánh cửa đóng kín. Biên đạo múa quốc tế Antoine đã làm việc về vũ đạo của ca khúc chủ đề với đội của Kang trong ba ngày, làm nổi bật các rãnh và nhịp điệu. Video âm nhạc đã vượt 10 triệu lượt xem vào ngày 2 tháng 8 trong vòng một tuần sau khi phát hành và sau đó đã giành giải Video âm nhạc xuất sắc nhất tại Melon Music Awards vào ngày 30 tháng 11.

## Xếp hạng
| Chart (2019)               | Vị trí cao nhất |
| -------------------------- | --------------- |
| South Korea (Gaon)         | 15              |
| South Korea (Kpop Hot 100) | 1               |

## Giải thưởng
| Năm  | Giải Thưởng             | Hạng Mục         | Kết Quả   | Chú Thích |
| ---- | ----------------------- | ---------------- | --------- | --------- |
| 2019 | 11th Melon Music Awards | Best Music Video | Đoạt giải | [ 14 ]    |

| Chương trình      | Ngày            | Chú Thích |
| ----------------- | --------------- | --------- |
| Music Bank (KBS2) | 9 tháng 8, 2019 | [ 1 ]     |

## Lịch sử phát hành
| Khu vực | Ngày          | Cách phát hành             | Sản xuất                         |
| ------- | ------------- | -------------------------- | -------------------------------- |
| Đa dạng | July 25, 2019 | Digital download streaming | Konnect Entertainment Sony Music |